# FC Kelle
FC Kelle was een Belgische voetbalclub uit Sint-Pieters-Woluwe. De club sloot in 1974 aan bij de KBVB met stamnummer 8174.
In 1990 werd de club opgeslorpt door ROFC Stockel.

## Geschiedenis
De club werd in november 1972 opgericht en dankt zijn naam aan de straat waar het oorspronkelijke terrein gelegen was. Later zou de club op het Kapelleveld spelen. Tussen 1972 en 1974 was er al een FC Kelle met dezelfde clubkleuren bij de KBVB aangesloten als beginnende club, met stamnummer 7963, maar die club nam in augustus 1974 ontslag uit de KBVB terwijl deze club zich in juli 1974 had aangesloten.
In 1974 sloot men aan bij de KBVB waar men zestien jaar actief zou zijn, tot de overname door ROFC Stockel in 1990 waarbij stamnummer en kleuren verloren gingen. Hoger dan Vierde Provinciale kwam FC Kelle nooit.
De sportieve geschiedenis van de club valt op te delen in twee gelijke delen, een van sportieve groei de eerste acht jaar en een van verval nadien.
Tussen 1974 en 1982 behaalde de club verschillende ereplaatsen, twee maal een vijfde plaats in 1979 en 1980 en in 1982 eindigde men tweede na kampioen Lot in Vierde Provinciale I waarbij men één punt achterstand op had op de promovendus.
Het seizoen nadien was van al dat goede echter niets meer te bespeuren en eindigde FC Kelle pas veertiende, het eerste van acht magere seizoenen waarin men telkens in de onderste helft van de klassering eindigde. In beide laatste seizoenen eindigde de club telkens helemaal onderin.
In 1990 werd de club opgeslorpt door ROFC Stockel.